# NGC 7164-1
NGC 7164-1 is een spiraalvormig sterrenstelsel in het sterrenbeeld Waterman. Het hemelobject werd in 1886 ontdekt door de Amerikaanse astronoom Francis Preserved Leavenworth.

## Synoniemen
- ZWG 377.6
- NPM1G +01.0536
- PGC 67673